# استان شرقی (عربستان سعودی)
استان شرقی (به عربی: الشرقية) بزرگترین استان در عربستان سعودی است. مرکز این استان شهر دمام است که پرجمعیت‌ترین شهر استان است. استاندار فعلی این استان شاهزاده سعود بن نایف است. جمعیت این منطقه بین اکثریت سنی و اقلیت شیعه است.
عمدهٔ تولیدات نفتی عربستان در این استان است. شرکت سعودی آرامکو (شرکت ملی نفت عربستان) نیز در شهر ظهران واقع در این استان قرار دارد.
عمدهٔ شیعیان عربستان سعودی در این استان زندگی می‌کنند.
شیعیان اکثریت را در القطیف نیمی از جمعیت احسا را شامل می‌شوند. در بقیه شهرهای شرقی مانند دمام ، خبر ، ظهران ، جبیل و راس تنوره ، حفر الباطن ، النعيريه ، قرية العلياء ، خفجي ، بقيق ساكنان سنى هستند.